# Xenopsylla buxtoni
Xenopsylla buxtoni är en loppart som beskrevs av Jordan 1949. Xenopsylla buxtoni ingår i släktet Xenopsylla och familjen husloppor. Inga underarter finns listade i Catalogue of Life.